# トーヨ
株式会社トーヨは、愛媛県四国中央市に本社を置く製紙メーカー。

## 概要
ペーパータオルや業務用トイレットペーパーなどを主力とし、各種紙製品を手がけている。
株式会社トーヨを中核に宇摩製紙、春日工業、川之江製紙、富士カガク、ベリーパックの6社でトーヨグループを構成。県内の4社では。紙製品の開発・製造、流通・販売まで事業を一貫して行っている。

## 事業所
- 本社・本社工場・受注センター - 愛媛県四国中央市金生町下分1952-1
- 東京支店 - 東京都千代田区岩本町2-6-10
- 名古屋支店 - 愛知県名古屋市名東区名東本通3-17
- 大阪支店 - 大阪府東大阪市長田中4-6-14
- 四国支店 - 愛媛県四国中央市上分町245-1　4F
- 九州支店 - 福岡県福岡市南区高木1-14-8-B
- 米国オフィス（TOYO PAPER USA,INC.） - 20705 S Western Ave Suite 221 Torrance CA 90501

## 沿革
- 1949年1月 - 「合名会社東予商事」を設立。
- 1956年6月 - 機械漉き製紙工場を建設。短網ハーパーヤンキーマシン、円網ヤンキーマシン各一基設置。
- 1961年6月 - 5号短網抄紙機導入により工場拡張。地球釜2基、原料処理部門、仕上部門の拡張、倉庫設備完成。
- 1963年6月 - 衛生紙専抄用として6号抄紙機を増設。
- 1969年
  - 7月 - 古紙処理設備完成。
  - 10月 - 2号短網抄紙機を更新し、全生産量5割アップを達成。
- 1971年5月 - 排水処理設備の完成。
- 1972年4月 - 製造部門を分離し、株式会社トーヨを設立。
- 1975年4月 - 7号抄紙機およびトイレット紙加工設備の増設、完成。
- 1976年10月 - 株式会社トーヨと合併し、「株式会社トーヨ」となる。
- 1978年6月 - 排水二次処理設備（活性汚泥設備）が完成。原質設備の完成。
- 1979年7月 - シングルカッターなど仕上げ設備を更新し、移転拡充。
- 1980年3月 - N1号抄紙機および原質設備が完成。
- 1985年11月 - 原質（古紙処理）設備更新。
- 1992年
  - 5月 - 5号抄紙機更新。
  - 8月 - 原質設備増設。
- 1995年3月 - 6号抄紙機更新。
- 2001年12月 - 用水濾過設備設置。用排水監視システム導入。
- 2002年12月 - ボイラー更新。
- 2003年12月 - 3号抄紙機改造。
- 2009年12月 - 奉書調湿設備を新設。
- 2012年10月	- 古紙処理設備（粗選工程）を更新。
- 2013年8月 - 古紙処理設備（離解工程）を更新。
- 2019年1月 - N5号抄紙機を更新。

## グループ会社
- 宇摩製紙株式会社（衛生材料紙・コーヒー濾紙・レーヨン紙・乾式不織布・コーヒーフィルター・各種不織布ワイパーの製造）
- 春日工業株式会社（ペーパータオル・トイレットペーパー・ウエットティッシュ・食品包装紙・便座シートの加工）
- 川之江製紙株式会社（紙ウエス・食品包装紙・ローションティシュー等の加工）
- 株式会社富士カガク（包装資材用ポリエチレン・ポリプロピレン製品・ラミネート製品・三層フィルム製品などの製造・加工・販売）
- 株式会社ベリーパック（包装資材の印刷・ラミネート加工・販売、ポリプロピレン・ポリエステル・ナイロン・合成樹脂フィルム全般の印刷・加工）